# 마르턴 에이켈봄
마르턴 에이켈봄(네덜란드어: Marten Eikelboom, 1973년 10월 12일~)은 네덜란드의 은퇴한 필드하키 선수로 현역 시절 포지션은 공격수이다. 네덜란드 필드하키 대표팀 선수로 활약하여 2000년 하계 올림픽에서 금메달을 획득했으며 2004년 하계 올림픽에서 은메달을 획득했다.